# Jovanka Steele
Jovanka Steele (Hollywood (Verenigde Staten), 19?) is een Amerikaanse comédienne en actrice. Ze woont in Oudenaarde (Oost-Vlaanderen).
Ze begon in de Verenigde Staten op te treden als stand-upcomedian en trad sindsdien op in België, Engeland, Ierland, Luxemburg, Nederland, Schotland en Wales. 
Op de Britse tv was ze onder andere te zien als vast panellid in de komische reeks That's So Last Week op Five. Op de Nederlandse TV was ze te gast in Raymann is Laat (NPS) en op de Belgische tv was ze te zien in Comedy Casino op Canvas. Ze was naar aanleiding van de Amerikaanse presidentsverkiezingen te zien in De Andy Show op 2BE. In Fans of Flanders (2012), het Engelstalige VRT-programma gericht op expats, gaf ze eind 2012 wekelijks een komische blik op de actualiteit.

## Nederlands
Jovanka Steele treedt sinds 2017 bijna altijd op in het Nederlands. Ze is sinds 2018 regelmatig met haar middagjournaal te horen in "Nieuwe Feiten" op Radio 1.